# رودولفو فالزونی
رودولفو فالزونی (ایتالیایی: Rodolfo Falzoni; ۱۰ سپتامبر ۱۹۲۵ – ۱۸ مارس ۲۰۰۲) دوچرخه‌سوار اهل ایتالیا بود.